# Bernd Gentges
Bernd Gentges (Bütgenbach, 12 oktober 1943) is een Belgisch politicus voor de Duitstalige PFF.

## Levensloop
Als licentiaat in de Germaanse talen werkte hij van 1967 tot 1973 als onderwijzer. Vervolgens was hij van 1973 tot 1974 bijzonder afgevaardigde op het kabinet van minister Willy De Clercq en adviseur bij minister van Binnenlandse Zaken Edouard Close, waarna hij actief werd als bedrijfsleider.
Hij werd politiek actief voor de PFF en zetelde voor deze partij van 1974 tot 2009 in het Parlement van de Duitstalige Gemeenschap, waar hij van 1984 tot 1990 PFF-fractieleider was. Van 1995 tot 1999 was hij ondervoorzitter van het parlement. Tevens werd hij van 1976 tot 2000 gemeenteraadslid van Eupen, waar hij van 1977 tot 1989 schepen was. In 2009 werd hij niet meer verkozen als parlementslid. Bovendien was hij van 1983 tot 1991 partijvoorzitter van de PFF. Van 2012 tot 2018 was hij opnieuw gemeenteraadslid van Eupen.
Gentges was ook meermaals minister in de Duitstalige Gemeenschapsregering. Van 1990 tot 1995 was hij minister van Onderwijs, Vorming, Cultuur, Jeugd en Wetenschappelijk Onderzoek, van 1999 tot 2004 minister van Onderwijs, Vorming, Cultuur en Toerisme en van 2004 tot 2009 was hij viceminister-president en minister van Vorming, Tewerkstelling, Sociale Aangelegenheden en Toerisme.